# Florence Owens Thompson

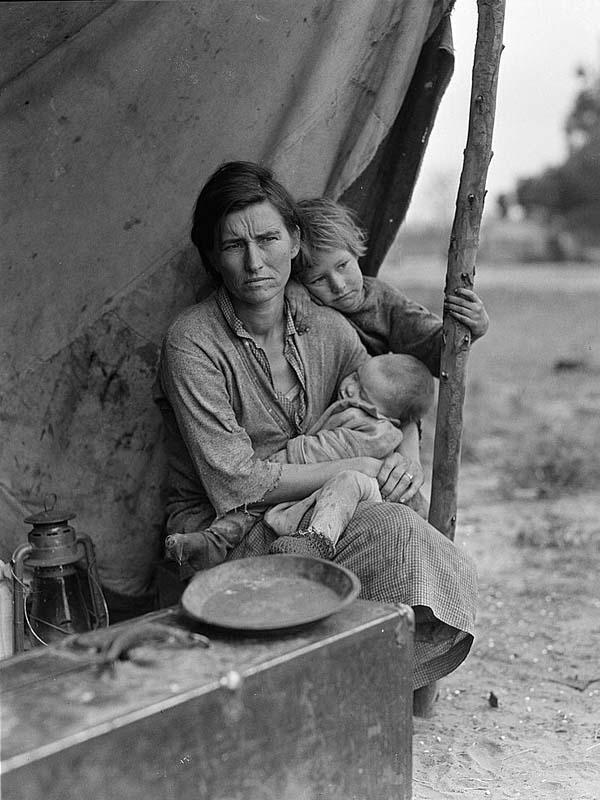
Florence Owens mit Kindern in Nipomo, Kalifornien (1936)

Florence Owens Thompson (* 1. September 1903 im Indianerterritorium, heute Oklahoma; † 16. September 1983 in Scotts Valley, Kalifornien), geboren als Florence Leona Christie, wurde weltweit bekannt durch die Fotografie Migrant Mother, die die Fotografin Dorothea Lange von ihr anfertigte und 1936 in den San Francisco News unter dem Titel „Ragged, Hungry, Broke, Harvest Workers Live in Squalor“ zum Thema der Great Depression (Große Depression) in den Vereinigten Staaten veröffentlichte.

## Leben
Florence Leona Christie war Tochter einer indianischen Familie vom Stamm der Cherokee. Ihr Vater Jackson Christie saß eine Zeit lang im Gefängnis und verließ ihre Mutter Mary Jane, noch bevor Florence geboren wurde. Ihre Mutter heiratete 1905 Charles Akman vom Stamm der Choctaw. Die Familie lebte von der Landwirtschaft außerhalb von Tahlequah, im Indianer-Territorium der Cherokee Nation, wo heute noch die Mehrheit der Cherokee-Indianer lebt. Florence wuchs in dem Glauben auf, dass Charles Akman ihr wirklicher Vater war.
Mit 17 Jahren heiratete sie am 14. Februar 1921 Cleo Leroy Owens, einen 23-jährigen Bauern aus dem Stone County (Mississippi). Um 1925/26 gingen sie mit einem Teil von Cleos Familie und drei Kindern nach Porterville in Kalifornien. Sie fanden Arbeit in verschiedenen Sägewerken der Gegend.

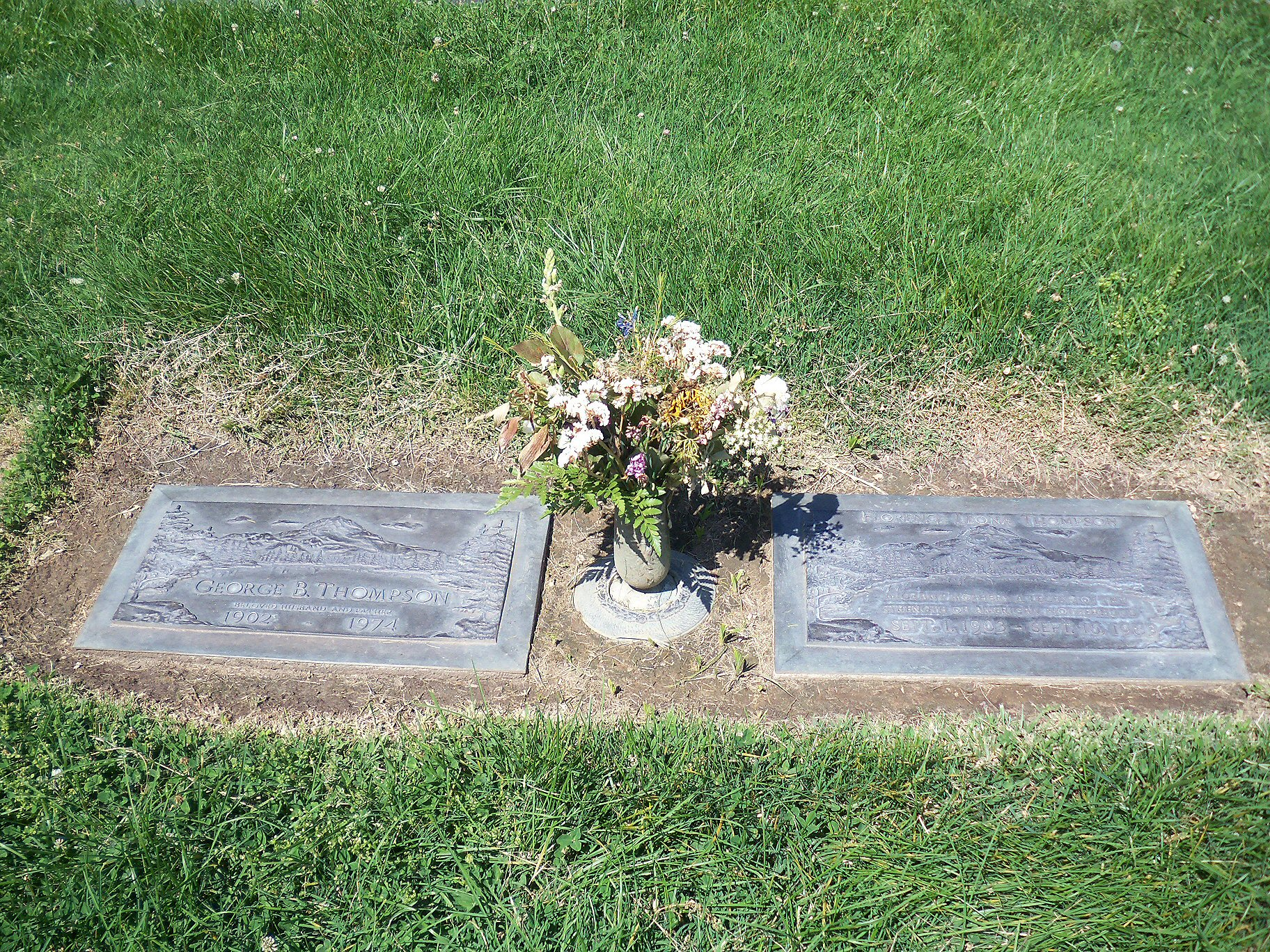
Das Grab von Florence und ihrem Ehemann George B. Thompson

Nach dem Börsenkrach an der Wall Street am 24. Oktober 1929 brach die Wirtschaft zusammen. Infolgedessen wurde 1931 auch Cleo Owens arbeitslos. Auf der Suche nach Arbeit zog die Familie weiter nach Oroville in den Norden Kaliforniens, wo Cleo Owens im Frühjahr 1931 an Tuberkulose starb. Sie begann eine Beziehung mit einem Geschäftsmann aus Oroville und wurde 1933 von ihm schwanger. Aus Angst diesen Sohn an die Familie des Vaters zu verlieren ging sie mit ihren sieben Kindern zurück zu ihren Eltern nach Oklahoma. Später zog sie mit ihren Kindern, ihren Eltern und weiteren Familienmitgliedern wieder nach Kalifornien, diesmal nach Merced Falls. Auf der ständigen Suche nach Arbeit in der Landwirtschaft zog die Familie über einige Jahre durch Kalifornien, lebte in Lagern und äußerst dürftigen Unterkünften. Das Geld reichte oftmals nicht aus, um die Familie zu ernähren.
1935 traf Florence Owens auf Jim Hill, einen Metzger aus Los Angeles, mit dem sie eine Weile zusammenlebte, was die Anzahl ihrer Kinder auf zehn erhöhte. Sie erinnerte sich später, dass sie zeitweise in Ermangelung einer Unterkunft unter Brücken schlafen mussten. Hill verließ sie, und nach dem Ende des Zweiten Weltkrieges heiratete sie Georg B. Thompson (1902–1974), den Verwaltungsleiter eines Krankenhauses. Mit ihm kam die Familie schließlich zu einem finanziell gesicherteren Leben.
1983 wurde bei Florence Owens Thompson Krebs diagnostiziert. Während der Krebsbehandlung erlitt sie einen Schlaganfall, von dem sie sich nicht mehr erholte. Als sie im Alter von 80 Jahren starb, hinterließ sie 10 Kinder, 39 Enkelkinder und 74 Urenkel.

## Migrant Mother

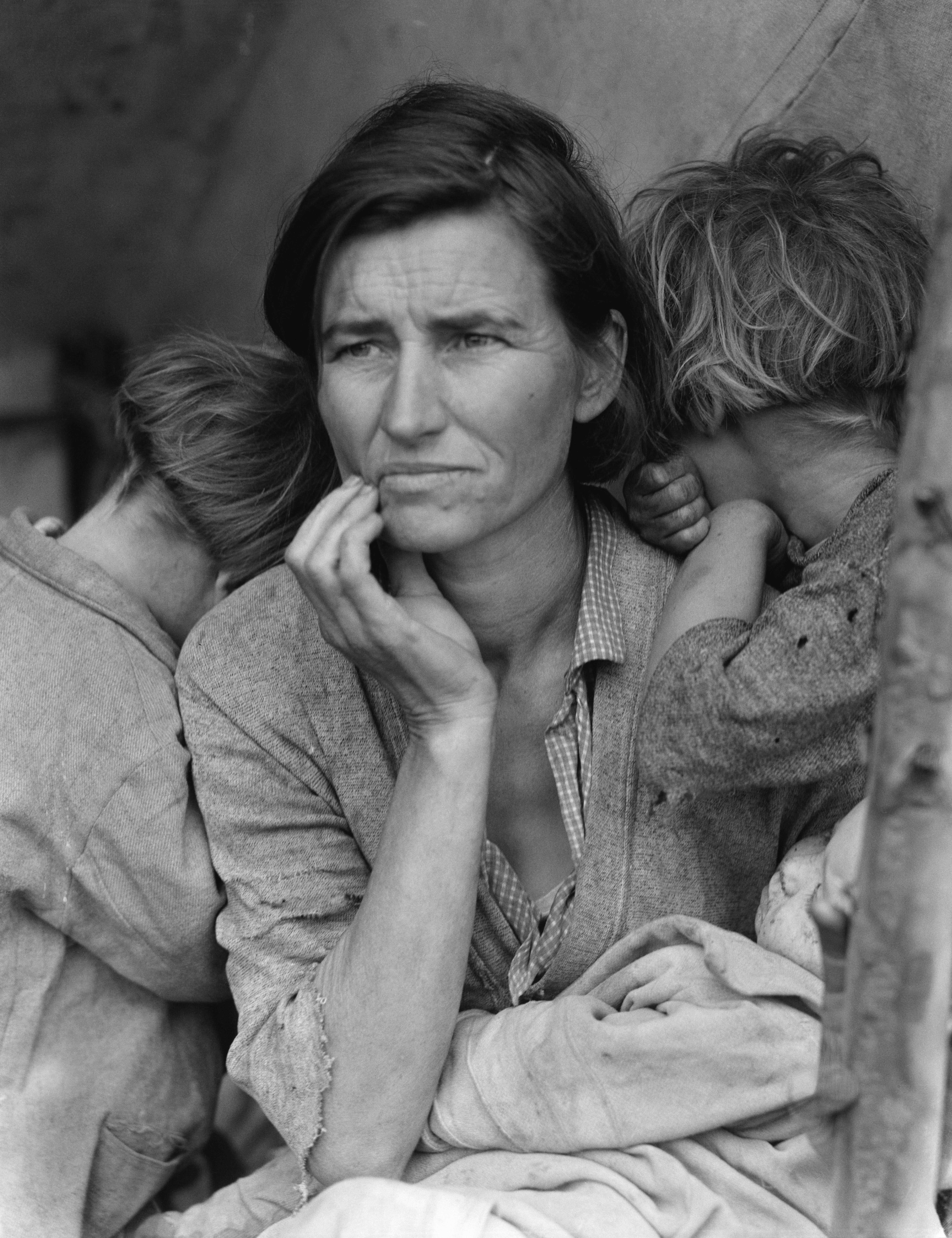
„Migrant Mother“ (1936); in der unteren rechten Ecke ist Owens wegretuschierter Daumen noch schemenhaft zu erkennen

Das wohl bekannteste Foto, das mit der großen Depression in den Vereinigten Staaten in der Weltwirtschaftskrise der 1930er Jahre in Verbindung gebracht worden ist und wird, ist „Migrant Mother“, am 9. März 1936 von Dorothea Lange als Dokumentarfoto erstellt. Es zeigt die 32-jährige Florence Owens mit dreien ihrer Kinder, Katherine (4), Ruby (5) und Norma Lee (1) in einer zeltähnlichen Behausung sitzend. Es ist das letzte einer Serie von insgesamt sechs Fotos, das von Dorothea Lange mit der Erfahrung einer Fotografin, die als Porträtfotografin ihr Geld verdient hatte, aufgenommen wurde. Der Blick von Florence Owens, die Hand zum Gesicht geführt, und die wegschauenden, an die Mutter gelehnten Kinder, erzielen die von Lange gewünschte Wirkung.
Einen Tag später, am 10. März 1936, erschien das Foto zusammen mit dem Artikel Zerlumpt, hungrig, pleite. Erntehelfer leben im Elend (dt. Übers.) in den San Francisco News. Die Medien des gesamten Landes übernahmen die Geschichte mit dem Foto. In Windeseile war das Bild von Florence Owens in den gesamten Vereinigten Staaten bekannt, dasselbe galt für die Geschichte über die unerträgliche Lebenssituation von tausenden Landarbeitern. Die Regierung schickte ein paar Tage später eine erste Hilfe in Form von Lebensmitteln, die Florence Owens jedoch nicht mehr erreichte. Sie war auf Suche nach Arbeit und Nahrungsmitteln bereits weitergezogen.
Für eine Ausstellung im Jahre 1941 wurde auf dem Negativ des Fotos in der unteren rechten Ecke der linke Daumen von Thompson wegretuschiert. Die Umrisse des Daumens sind noch schemenhaft zu erkennen. Im Oktober 2005 wurde eine alte Fassung des Fotos zusammen mit anderen unretuschierten Werken Langes auf einer Auktion für 296.000 Dollar versteigert.
Dorothea Lange wurde mit dem Foto von der „Migrant Mother“ weltberühmt, es wurde in Ausstellungen gezeigt, in Galerien gehängt, in Printmedien sozialkritischen Artikeln zugefügt und zum Kunstobjekt erklärt. 1998 brachte die Versteigerung eines zeitgenössischen Abzugs fast eine Viertelmillion US-Dollar ein. Heute hängt der 35 mal 27 Zentimeter große Print im J. Paul Getty Museum in Malibu (Kalifornien).
Dorothea Lange wusste bis zu ihrem Tod 1965 nicht, wen sie eigentlich fotografiert hatte. Die Person selbst, mit ihrer eigenen Geschichte, war für sie nicht interessant. Sie wollte dem Elend der damaligen Zeit ein Gesicht geben. Das Bild verhalf Lange zu Ruhm und finanziellem Vorteil, worüber sich Florence Owens Thompson beklagte, als sie zum Ende der 1970er Jahre über die lokale Tageszeitung Modesto Bee an die Öffentlichkeit ging und ihre Geschichte erzählte.

### Entstehungsgeschichte
Die Entstehungsgeschichte des Fotos „Migrant Mother“ von Dorothea Lange wird unterschiedlich erzählt.
Dorothea Lange 1960:

„Ich sah und näherte mich einer hungrigen und hoffnungslosen Mutter, wie angezogen durch einen Magneten. Ich erinnere mich nicht mehr, wie ich ihr meine Anwesenheit oder meine Kamera erklärte, aber ich erinnere mich, dass sie mir keine Fragen stellte. Ich machte fünf Belichtungen, näher und näher aus der gleichen Richtung. Ich fragte sie nicht nach ihrem Namen oder nach ihrer Geschichte. Sie erklärte mir, dass ihr Alter 32 Jahre war. Sie sagte, dass sie von gefrorenem Gemüse von den umliegenden Feldern gelebt hätten und von Vögeln, die die Kinder getötet hatten. Sie hatte gerade die Reifen ihres Autos verkauft, um Nahrung zu kaufen. Sie saß dort, angelehnt an das Zelt, mit ihren kauernden Kindern um sie herum, und sie schien zu wissen, dass meine Fotos ihr helfen könnten, und so half sie mir. Da war eine Art der Gleichheit in der Sache.“

Thompsons Enkel Roger Spraque:

„Dann fuhr ein glänzendes neues Auto (es war erst zwei Jahre alt) in den Eingang, stoppte etwa zwanzig Yard vor Florence und eine gut gekleidete Frau kam heraus mit einer großen Kamera. Sie begann Florence zu fotografieren. Mit jedem Bild trat die Frau näher. Florence dachte zu sich selbst: ‚Schenke ihr keine Aufmerksamkeit. Die Frau findet mich malerisch und will ein Bild von mir machen.‘ Die Frau machte das letzte Bild keine vier Fuß entfernt und sagte dann zu Florence: ‚Hallo, ich bin Dorothea Lange, ich arbeite für die Farm Security Administration und dokumentiere die Notlage der Wanderarbeiter. Die Fotos werden nie veröffentlicht, das verspreche ich.‘ Florence sagte, ‚Okay, wenn Sie denken, dass es hilft‘. Die Frau drehte sich um, ging weg, stieg in ihr Auto ein und war weg.“

## Rezeption
Peter Gabriel wurde bei seinem Liedtext zu dem Lied Don’t Give Up, das er zusammen mit Kate Bush sang von den Fotografien von Dorothea Lange aus der Zeit der Weltwirtschaftskrise zum Ende der 1920er und im Verlauf der 1930er inspiriert, wie dem Bild Migrant Mother, die die verarmten Amerikaner in dem Dust Bowl (=Staubschüssel) genannten Gebiet in dieser Zeit zeigten. Gabriel sah Langes Bilder in einem Buch mit dem Titel In This Proud Land aus dem Jahr 1973. Er war der Meinung, dass ein darauf basierendes Lied zu den schwierigen wirtschaftlichen Bedingungen in England unter der Premierministerin Margaret Thatcher passen würde.
Er schrieb einen Liedtext über einen Mann, dessen Arbeitslosigkeit Stress in seiner häuslichen Beziehung verursacht. Die von Gabriel gesungenen Strophen beschreiben die Gefühle von Isolation, Einsamkeit und Verzweiflung des Mannes; die von Bush gesungenen Refrains bieten Worte der Hoffnung und Ermutigung.